# Новик, Эрнан
Эрна́н Но́вик (исп. Hernán Novick Rettich; род. 13 декабря 1988, Монтевидео) — уругвайский футболист, полузащитник клуба «Серро Портеньо».

## Биография
Эрнан Новик начал карьеру в столичном «Эль Танке Сислей» в 2006 году, куда в тот год перешёл его старший брат Марсель, начавший профессиональную карьеру чуть раньше. В 2008 году Эрнан и Марсель перешли в «Вилья Эспаньолу», но там начался финансовый кризис. Старший брат ушёл в «Рамплу Хуниорс», а Эрнан продолжил выступать за эту команду в 2009 году.
В январе 2010 года Эрнан перешёл в «Феникс», в котором в 2005 году дебютировал Марсель. За четыре года Эрнан провёл за «Феникс» 101 матч в чемпионате Уругвая и забил 20 голов. В январе 2014 года Эрнан перешёл в самый титулованный клуб Уругвая, «Пеньяроль», в котором уже выступал его старший брат. До конца сезона Эрнан сыграл лишь в одном матче первенства Уругвая.
В сезоне 2014/15 Эрнан Новик провёл 18 матчей в чемпионате Уругвая, приблизившись к статусу игрока основы клуба. Однако в сезоне 2015/16 оба брата Новика лишь эпизодически появлялись на поле в чемпионате Уругвая. Ближе к концу первенства Эрнан стал одним из игроков основы «ауринегрос». Во многом возвращению в состав игрока повлияла его очень удачная игра против «Спортинг Кристала» в рамках Кубка Либертадорес — Новик вышел на замену на 69 минуте встречи и забил два гола, благодаря чему Пеньяроль сумел одержать победу над перуанской командой со счётом 4:3.
В отличие от старшего брата, который также является полузащитником оборонительного плана, Эрнан чаще подключается к атакам своей команды. В «Фениксе» он забил в чемпионате страны два десятка голов, да и после перехода в «Пеньяроль» отметился одним забитым голом (причём в ворота «Насьоналя»), чего не удалось Марселю за более длительный период пребывания в стане «ауринегрос».
Эрнан на протяжении некоторого времени на высоком уровне играл в покер и даже считался лучшим игроком Уругвая, однако после перехода в «Пеньяроль» он приостановил свою карьеру в этом виде спорта, чтобы добиться успеха именно в футболе.

## Семья
Эрнан Новик происходит из известной уругвайской семьи Новиков. Его дед Эктор Новик Бальдуччи (умер в 2012 году) был баскетболистом и спортивным чиновником, президентом БК «Монтевидео»; в его честь с 2009 года называется одна из крупнейших в Уругвае баскетбольных гимназий.
Отец Эрнана (и сын Эктора и его жены Риты), Эдгардо Новик, занимается политикой и бизнесом — у него пять магазинов; в 2015 году он занял на всеобщих муниципальных выборах второе место в Монтевидео в качестве независимого кандидата.
У Эдгардо и его жены Сольвейг Реттич Гутьеррес четверо детей. Старший, Бернардо Новик — экономист, выпускник Гарварда, работает в Доминиканской Республике. Два младших сына — Марсель и Эрнан — футболисты, выступающие в «Пеньяроле». Дочь Эдгардо и Сольвейг — Люсия Виктория — актриса.

## Достижения
- Чемпион Уругвая (1): 2015/16
- Вице-чемпион Уругвая (1): 2014/15